# NGC 5810
NGC 5810 (również PGC 53711) – galaktyka spiralna z poprzeczką (SBb), znajdująca się w gwiazdozbiorze Wagi. Odkrył ją w 1886 roku Ormond Stone.